# Малабия/Освальдо Пульезе (станция метро)
«Малабия/Освальдо Пульезе» (исп. Malabia - Osvaldo Pugliese) —  станция Линии B метрополитена Буэнос-Айреса. Станция расположена между станциями «Анхель Гальярдо» и «Доррего». Станция расположена под улицей Авенида Корриентес на её пересечении с улицей Малабиа в районе Вилья-Креспо. Станция была открыта 17 октября 1930 года на первом участке линии B, открытом между станциями между Федерико Лакросе и Кальяо.

## Название
Первоначально станция называлась  Каннинг из-за одноимённой улицы Авенида Каннинг. В 1985 году Авенида Каннинг была переименована в проспект Авенида Скалабрини Ортис, а станция получила название Малабия, от одноимённой улицы, потому-что станция была построена в непосредственной близости от улицы. Хотя проспект Авенида Скалабрини Ортис является более важной, чем маленькая улица Малабия, было решено сохранить название Малабия, потому что уже есть станция Скалабрини Ортис на линии D.
В 2009 году название было снова изменено, на Малабия/Освальдо Пульезе, после кампании по переименованию станции организованную поклонниками композитора Освальдо Педро Пульезе.

## Декорации
Платформа станции расписана художником Luz Zorroaquín в 1991 году, серия созданных им фресок называется Метаморфоза.

## Достопримечательности
Они находятся в непосредственной близости от станции:
- Cuartel de la VI división de Bomberos Villa Crespo
- Комиссариат N°27 Федеральная полиция Аргентины
- Общая начальная школа Коммуны N° 02 Австралия
- Instituto de Formación Técnica Superior Nº 20
- Jardín de Infantes Común Nº 03 y 09
- Общая начальная школа Коммуны N° 01 Tomasa de la Quintana de Escalada
- Общая начальная школа Коммуны N° 02 Francisco Desiderio Herrera
- Общая начальная школа Коммуны Nº 22 Rómulo Naón
- Общая начальная школа Коммуны Nº 17 Франсиско де Витория
- Образовательный центр de Nivel Secundario N° 33 Леопольдо Маречаль
- Коммерческая школа Nº 16 Gabriela Mistral
- Общественная Библиотека Alberdi

## Галерея

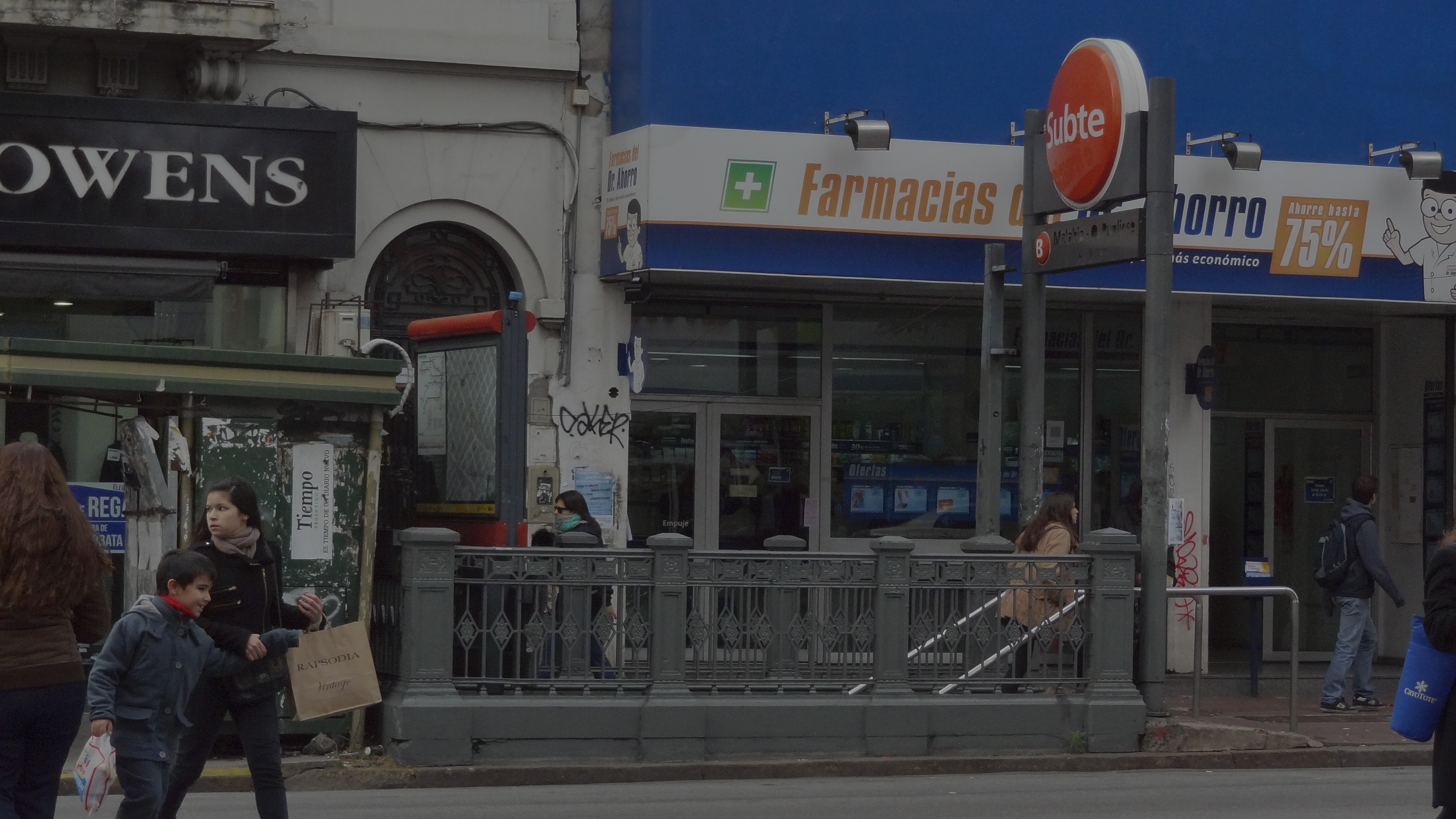
Вход с улицы
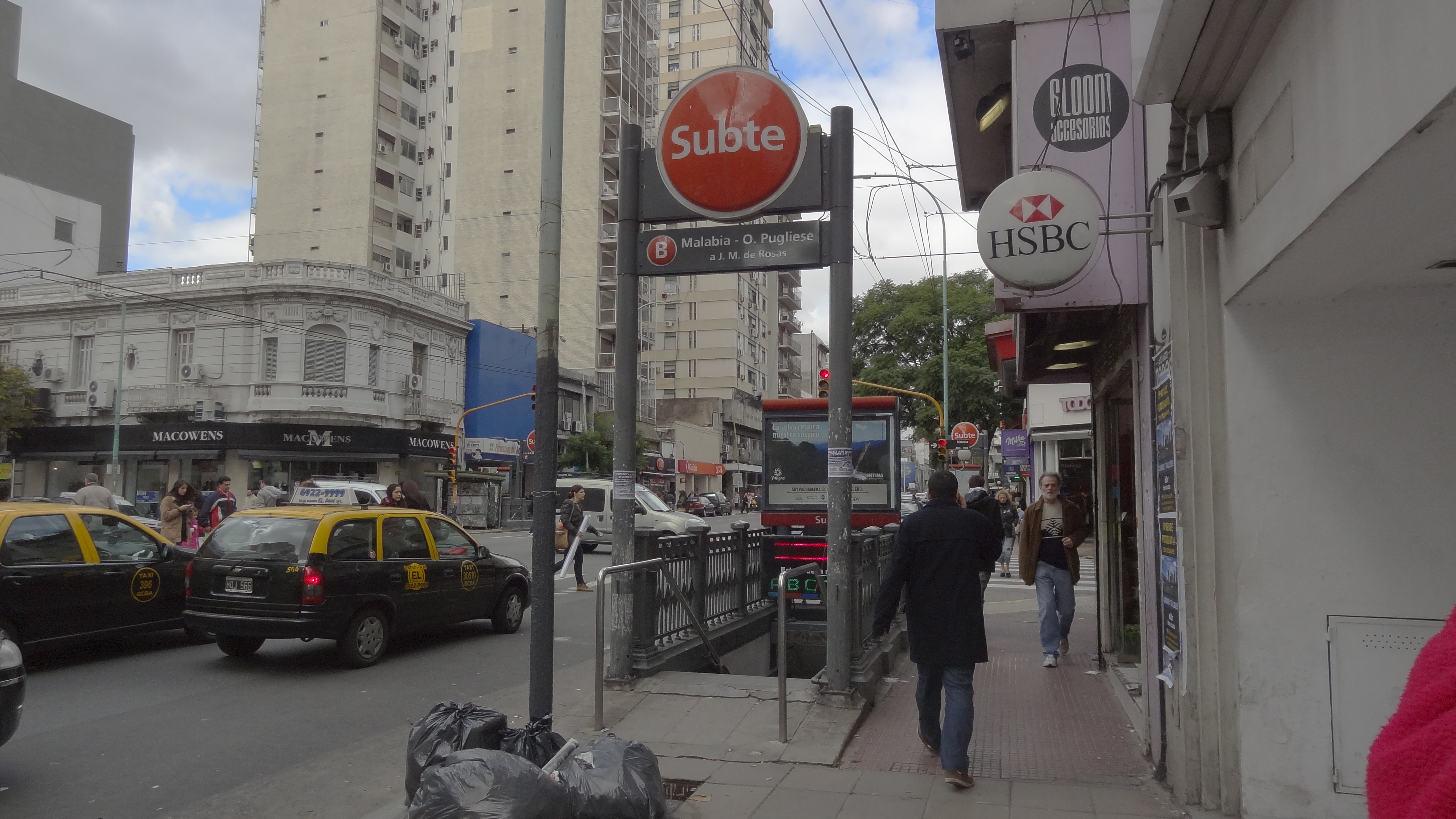
Вход с улицы
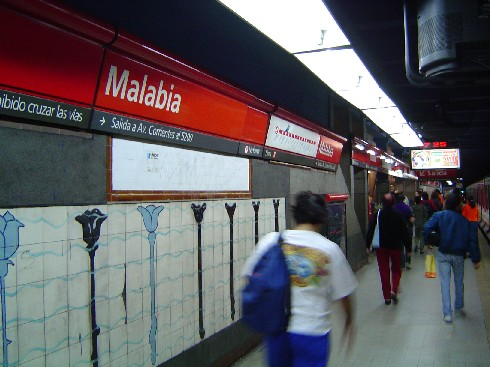
Интерьер станции